# Mateo II Visconti
Mateo II Visconti (1319-9 de septiembre de 1355) fue señor de Milán junto a su tío Giovanni y sus hermanos Galeazzo II y Bernabé.

## Vida
Mateo era el hijo mayor de Stefano Visconti y Valentina Doria. En 1342 Mateo se casó con Egidiola Gonzaga, hija de Filippino Gonzaga.
Su tío Luchino Visconti le mandó al exilio junto a sus hermanos en 1346, cuando él llegó al poder. Pero Mateo regresó a Milán en 1350 gracias a su tío Giovanni. Como co-señor de Milán, a Mateo le tocó gobernar Lodi, Piacenza, Parma y Bolonia.
Murió tras una cena que había sido envenendada por sus dos hermanos, quienes se repartieron las posesiones de Mateo. Galeazzo se quedó con el oeste, y Bernabé con el este.
| Predecesor: Luchino Visconti | Señor de Milán (Junto a Giovanni (hasta 1354), Galeazzo y Bernabé) 1349 - 1355 | Sucesor: Galeazzo II Visconti Bernabé Visconti |

- Datos: Q711567
- Multimedia: Matteo II Visconti / Q711567